# Lelantischer Krieg
Als Lelantischer Krieg wird ein Konflikt zwischen den griechischen Stadtstaaten Chalkis und Eretria bezeichnet, der sich in frühgriechischer Zeit – etwa 710 bis 650 v. Chr. – ereignete. Namengebender Kriegsgrund war der Überlieferung zufolge der Streit um die fruchtbare Lelantische Ebene auf der Insel Euböa. Aufgrund der wirtschaftlichen Bedeutung der beiden kriegführenden Poleis dehnte sich der Konflikt weit aus; zahlreiche weitere griechische Stadtstaaten schlossen sich jeweils einer der beiden Parteien an, sodass große Teile Griechenlands untereinander in Konflikt standen. Vom Geschichtsschreiber Thukydides wird der Lelantische Krieg daher als der umfassendste griechische Konflikt im Zeitraum zwischen der mythischen Eroberung Trojas und den Perserkriegen genannt. Die Bezeichnung Lelantischer Krieg ist jedoch nicht zeitgenössisch, sondern modern. Antike Autoren sprachen in der Regel vom Krieg zwischen den Chalkidiern und Eretriern (griechisch πόλεμος Χαλκιδέων καὶ Ἐρετριῶν pólemos Chalkidéon kaì Eretriōn).
Da der Konflikt zu einem sehr frühen Zeitpunkt der griechischen Geschichte stattfand, als sich insbesondere die Geschichtsschreibung noch nicht entwickelt hatte, gibt es kaum schriftliche Zeugnisse zum Lelantischen Krieg. Anhand der wenigen Quellen und mit Hilfe der wesentlich umfangreicheren archäologischen Funde lässt sich jedoch zumindest schemenhaft ein Bild vom Lelantischen Krieg entwerfen. Die Uneindeutigkeit der wenigen vorhandenen schriftlichen Quellen führte jedoch dazu, dass Zeitpunkt und Ausmaß des Lelantischen Krieges in den Altertumswissenschaften umstritten sind. Einige Forscher gingen sogar soweit, den Lelantischen Krieg als Mythos oder gar Fiktion zu bezeichnen.

## Schriftliche Überlieferung

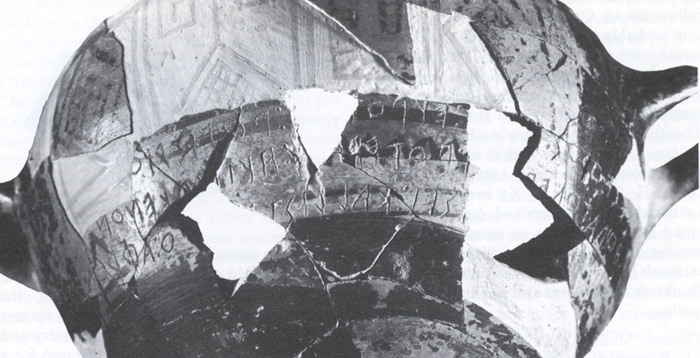
Älteste Inschrift in griechischer Schrift, auf einer Kotyle aus dem letzten Drittel des 8. Jahrhunderts v. Chr.

Zum Lelantischen Krieg ist kein umfassendes Geschichtswerk eines zeitgenössischen Autors – wie etwa durch Thukydides zum Peloponnesischen Krieg – verfasst worden, da sich die griechische Geschichtsschreibung erst knapp 200 Jahre später, beginnend mit Hekataios von Milet, entwickelte. Im späten 8. Jahrhundert v. Chr. begann überhaupt erst die griechische Literaturtradition mit Homer, daher sind die einzigen zeitgenössischen Zeugnisse zum Lelantischen Krieg von den frühgriechischen Dichtern Hesiod und Archilochos überliefert. Die ersten Erwähnungen des Krieges durch Geschichtsschreiber stammen aus dem 5. Jahrhundert v. Chr., also gut zwei Jahrhunderte nach den Ereignissen, und sind dementsprechend vage und knapp gehalten.
In der Einleitung zu seinem Werk über den Peloponnesischen Krieg behandelt Thukydides (~460–Anfang 4. Jh. v. Chr.) kurz die griechische Vorzeit und stellt dabei fest, dass es zwischen dem Trojanischen Krieg und den Perserkriegen keine größeren gemeinsamen Unternehmungen der Griechen gegeben habe. Eine Ausnahme sei allerdings der Krieg zwischen den Chalkidiern und den Eretriern gewesen, in dem auch das übrige Hellas für eine der beiden Poleis Partei ergriffen habe:
| οὐ γὰρ ξυνειστήκεσαν πρὸς τὰς μεγίστας πόλεις ὑπήκοοι, οὐδ’ αὖ αὐτοὶ ἀπὸ τῆς ἴσης κοινὰς στρατείας ἐποιοῦντο, κατ‘ ἀλλήλους δὲ μᾶλλον ὡς ἕκαστοι οἱ ἀστυγείτονες ἐπολέμουν. μάλιστα δὲ ἐς τὸν πάλαι ποτὲ γενόμενον πόλεμον Χαλκιδέων καὶ Ἐρετριῶν καὶ τὸ ἄλλο Ἑλληνικὸν ἐς ξυμμαχίαν ἑκατέρων διέστη. |
| „Denn es gab keine Bündnisse kleinerer Städte unter der Führung größerer, noch machten sie gemeinsame Expeditionen auf der Grundlage eines Bundes. Stattdessen führten die jeweiligen Nachbarn vielmehr Krieg gegeneinander. Aber (sc. es gab Expeditionen außer Landes, Bündnisse kleinerer Städte unter der Führung größerer, gemeinsame Expeditionen) am ehesten noch während des in alter Zeit einst geschehenen Krieges der Chalkidier und der Eretrier, als auch das übrige Griechenland in das eine oder andere Bündnis eintrat.“ |

Von Herodot (484–425 v. Chr.) wird dieser Krieg als Grund dafür genannt, dass Eretria dem 494 v. Chr. infolge des Ionischen Aufstands von den Persern bedrohten Milet militärische Unterstützung sandte. Denn Milet habe einst Eretria im Krieg gegen Chalkis unterstützt, so wie Samos die Chalkidier unterstützte:
| οἱ γὰρ δὴ Μιλήσιοι πρότερον τοῖσι Ἐρετριεῦσι τὸν πρὸς Χαλκιδέας πόλεμον συνδιήνεικαν, ὅτε περ καὶ Χαλκιδεῦσι ἀντία Ἐρετριέων καὶ Μιλησίων Σάμιοι ἐβοήθεον.                                    |
| „Denn vorher hatten die Milesier zusammen mit den Eretriern den Krieg gegen die Chalkidier ausgefochten, während die Samier auch den Chalkidiern gegen die Eretrier und die Milesier halfen.“ |

Ein noch späterer Autor, Plutarch (~45 bis ~125), erwähnt den Lelantischen Krieg mehrfach. In den Moralia schreibt er, dass die Chalkidier im Krieg gegen die Eretrier sich deren Fußtruppen zwar gewachsen fühlten, der Reiterei aber unterlegen. Daher hätten sie den Thessalier Kleomachos von Pharsalos zu Hilfe gerufen, der mit seinen Reitern die Schlacht zu Gunsten Chalkis' entschied. Kleomachos selbst sei im Kampf jedoch gefallen, von den dankbaren Chalkidier aber würdig bestattet und mit einer Ehrensäule auf der Agora bedacht worden.
| {…} ἧκεν [Κλεόμαχος] ἐπίκουρος Χαλκιδεῦσι τοῦ Θεσσαλικοῦ πολέμον πρὸς Ἐρετρεῖς ἀκμάζοντος· καὶ τὸ μὲν πεζὸν ἐδόκει τοῖς Χαλκιδεῦσιν ἐρρῶσθαι, τοὺς δ’ ἱππέας μέγ’ ἔργον ἦν ὤσασθαι τῶν πολεμίων· {…} ὁ Κλεόμαχος καὶ τοὺς ἀρίστους τῶν Θεσσαλῶν συναγαγὼν περὶ αὑτὸν ἐξήλασε λαμπρῶς καὶ προσέπεσε τοῖς πολεμίοις, ὥστε συνταράξαι καὶ τρέψασθαι τὸ ἱππικόν· ἐκ δὲ τούτου καὶ τῶν ὁπλιτῶν φυγόντων, ἐνίκησαν κατὰ κράτος οἱ Χαλκιδεῖς. τον μέντοι Κλεόμαχον ἀποθανεῖν συνέτυχε· τάφον δ’ αὐτοῦ δεικνύουσιν ἐν ἀγορᾷ Χαλκιδεῖς, ἐφ’ οὗ μέχρι νῦν ὁ μέγας ἐφέστηκε κίων· |
| „[Kleomachos] kam den Chalkidiern zu Hilfe, als der Thessalische Krieg gegen die Eretrier seinen Höhepunkt erreicht hatte. Die Chalkidier hielten ihre Fußtruppen für ausreichend stark, aber es schien ihnen schwierig, die feindliche Reiterei zurückzuschlagen. {…} Kleomachos versammelte die tapfersten Thessalier um sich, und fiel mit solchem Ungestüm über die Feinde her, dass er Unordnungen in ihre Reiterei brachte und sie zurückschlug. Als schließlich auch das Fußvolk flüchtete, trugen die Chalkidier einen überwältigenden Sieg davon. Unglücklicherweise fiel Kleomachos jedoch im Kampf. Noch heute findet man in Chalkis auf dem Markt dessen Grabmal, auf dem eine hohe Säule steht.“ |

An anderer Stelle erwähnt Plutarch einen Dichterwettstreit zwischen Homer und Hesiod bei den Leichenspielen eines chalkidischen Adligen namens Amphidamas. Dieser sei im Krieg um die Lelantische Ebene gefallen, nachdem er im Kampf gegen die Eretrier zahlreiche Heldentaten vollbracht hätte.
| ἀκούομεν γὰρ ὅτι καὶ πρὸς τὰς Ἀμφιδάμαντος ταφὰς εἰς Χαλκίδα τῶν τότε σοφῶν οἱ δοκιμώτατοι ποιηταὶ συνῆλθον· ἦν δ’ ὁ Ἀμφιδάμας ἀνὴρ πολεμικός, καὶ πολλὰ πράγματα παραχὼν Ἐρετριεῦσιν ἐν ταῖς περὶ Ληλάντου μάχαις ἔπεσεν.                                                                                             |
| „Denn wir hören, dass von den damaligen Weisen die angesehensten Dichter auch anlässlich der Beisetzung des Amphidamas zusammen nach Chalkis kamen: denn Amphidamas war ein kriegerischer Mann, und nachdem er den Eretriern viele Schwierigkeiten verursacht hatte, fiel er in den Kämpfen um die Lelantische Ebene.“ |

Von diesem musischen Wettbewerb zu Ehren des Amphidamas spricht auch Hesiod (8./7. Jahrhundert v. Chr.) selbst – obgleich er Homer nicht erwähnt. Dies ist zugleich das älteste schriftliche Zeugnis vom Lelantischen Krieg, und eine der zwei zu Anfang erwähnten zeitgenössischen Nachrichten des Krieges.
| ἔνθα δ’ ἐγὼν ἐπ’ ἅεθλα δαίφρονος Ἀμφιδάμαντος Χαλκίδα τ’ εἴς ἐπέρησα· τὰ δὲ προπεφραδμένα πολλὰ ἄεθλ’ ἔθεσαν παῖδες μεγαλήτορος·                                      |
| „Dorthin bin ich einmal zu des tapferen Amphidamas Spielen übergefahren nach Chalkis, da waren Preise in Menge ausgerufen, von seinen großherzigen Knaben gestiftet.“ |

Dass die beiden Poleis Chalkis und Eretria einst befreundet waren, berichtet Strabon (~63 v. Chr.–~23 n. Chr.) in seinen Geōgraphika. Diese einstige Freundschaft habe dazu geführt, dass sich die beiden Konfliktparteien vor der Schlacht auf vertraglich festgehaltene Bedingungen einigten. Demnach einigte man sich darauf, im Kampf keine Fernwaffen zu verwenden.
| τὸ μὲν οὖν πλέον ὡμολόγουν ἀλλήλαις αἱ πόλεις αὗται, περὶ δὲ Ληλάντον διενεχθεῖσαι οὖδ’ οὕτω τελέως ἐπαύσαντο, ὥστε τῷ πολέμῳ κατὰ αὐθάδειαν δρᾷν ἕκαστα, ἀλλὰ συνέθεντο, ἐφ’ οἷς συστήσονται τὸν ἀγῶνα. δηλοῖ δὲ καὶ τοῦτο ἐν τῷ Ἀμαρυνθίῳ στήλη τις, φράζουσα μὴ χρῇσθαι τηλεβόλοις. |
| „Die meiste Zeit lebten diese Städte in gutem Einvernehmen miteinander und gaben das sogar als sie über die Lelantische Ebene in Konflikt geraten waren nicht völlig auf, um im Krieg alles nach eigenem Gutdünken zu machen, sondern legten vertraglich die Bedingungen fest unter denen sie Kampf führen würden. Auch dies geht aus einer Steintafel im Amarynthion hervor, die den Gebrauch von aus der Ferne treffenden Waffen verbietet.“ |

Von einer derartigen Abmachung berichtet indirekt auch Archilochos (680–645 v. Chr.), der zweite Zeitgenosse des Lelantischen Krieges. Er erzählt, wie die „kriegerischen Herren Euböas“ in einer (noch bevorstehenden) Schlacht nicht Bogen und Schleuder, sondern Schwerter gebrauchen werden.
| Οὔ τοι πόλλ’ ἐπὶ τόξα τανύσσεται οὐδὲ θαμειαί σφενδόναι, εὖ’ ἄν δὴ μῶλον Ἄρης συνάγηι ἐν πεδίωι· ξιφέων δὲ πολύστονον ἔσσεται ἔργον ταύτης γὰρ κεῖνοι δάίμογές εἰσι μάχης δεσπόται Εὐβοίης δουρικλυτοί … | „Nicht viele Bogen werden gespannt werden, noch werden die Schleudern häufig sein, wann immer eine Schlacht in der Ebene geschlagen wird; stattdessen wird die vielstöhnende Arbeit Schwertern gehören, denn die kriegerischen Herren Euböas sind in dieser Art des Kampfes erfahren.“ |

Ausgehend von diesen literarischen Zeugnissen, und unter Zuhilfenahme diverser archäologischer Befunde, wurde von der modernen Wissenschaft ein schemenhaftes Bild des Lelantischen Krieges konstruiert.

## Hintergrund

Chalkis und Eretria auf der Lelantischen Ebene

Chalkis und Eretria sind Hafenstädte an der Westküste Euböäs. Beide Städte beanspruchten die Lelantische Ebene, wobei der Fluss Lelas, der die Ebene von Norden nach Süden durchschneidet, eine natürliche Grenze dargestellt haben könnte. Zwar liegt Eretria genau genommen außerhalb der Lelantischen Ebene, dennoch hatte die Stadt einen historischen Anspruch auf das Gebiet. Der Grund dafür war, dass Eretria ursprünglich wahrscheinlich als Hafen einer westlich liegenden Mutterstadt diente. Diese befand sich nahe der Mündung des Lelas, bei der heutigen Ortschaft Lefkandi. Der antike Name der Mutterstadt ist nicht bekannt, sie wird im Folgenden „Lefkandi“ genannt. Um 825 v. Chr. wurde Lefkandi schwer zerstört, woraufhin ein Großteil der Bewohner die Stadt vermutlich in Richtung Eretria verließ.
Im 8. Jahrhundert v. Chr. zählte Euböä zu den wirtschaftlich stärksten Regionen Griechenlands. Die beiden führenden Mächte der Insel, Chalkis und Eretria, gehörten zu den treibenden Kräften der Griechischen Kolonisation des Mittelmeeres, wobei sie jedoch lange Zeit nicht in Konkurrenz, sondern gemeinschaftlich auftraten. Um die Mitte des 8. Jahrhunderts v. Chr. gründeten sie in Al Mina eine Kolonie zum Handel mit dem östlichen Mittelmeerraum. Etwa zeitgleich erfolgte die Expansion nach Westen. Mit Kerkyra sicherte sich Eretria den Zugang zum westlichen Mittelmeer. Seit dem zweiten Viertel des 8. Jahrhunderts v. Chr. waren euböische Händler auf der Insel Pithekussai vor der kampanischen Küste präsent, um Handel mit den Etruskern zu treiben. Wenige Jahrzehnte später wurde mit Kyme die erste Kolonie auf dem italienischen Festland gegründet. Um 735 v. Chr. gründete Chalkis die erste griechische Kolonie in Sizilien, laut Thukydides der eigentliche Beginn der griechischen Kolonisation. Wenig später wurden Rhegion und Zankle beiderseits der strategisch wichtigen Straße von Messina gegründet.

### Kriegsgrund
Grund für den Ausbruch des Krieges war der Überlieferung zufolge der Streit um die Lelantische Ebene. In dieser sehr fruchtbaren Landschaft wurden seit alter Zeit Ackerbau betrieben und auch Wein angebaut. Kriege um agrarisch nutzbare Landstriche wurden in Griechenland, wo es nur sehr wenig fruchtbares Land gibt, des Öfteren geführt, insbesondere auch in archaischer Zeit, etwa zwischen Megara und Athen. Warum aber Chalkis und Eretria plötzlich um die Lelantische Ebene stritten, nachdem sie zuvor über deren Nutzung in Einvernehmen lagen, ist unklar.
Möglicherweise lag der Ursprung dieses Konflikts in einer Naturkatastrophe. Am Ende des 8. Jahrhunderts v. Chr. kam es in Attika, Euböa und den nahen Inseln zu einer schweren Dürre. In deren Folge wurde vermutlich auch der eretrische Außenposten Zagora auf der Insel Andros aufgegeben. Diese Dürre und die mit ihr einhergehende Hungersnot könnte bewirkt haben, dass sowohl Chalkis als auch Eretria Anspruch auf die gesamte Lelantische Ebene erhoben.

## Kriegsverlauf
Wohl um 710 v. Chr. begann der Krieg zwischen Chalkis und Eretria. Obwohl beide Städte sicherlich über große Flotten verfügten, wurde er zu Lande geführt. Da der Krieg vor Einführung der Hoplitentaktik stattfand, gleichzeitig aber auch Schleudern und Bögen in gegenseitigem Einvernehmen untersagt waren, trafen wohl in erster Linie leichtgepanzerte Schwertkämpfer aufeinander. Einer anderen Forschermeinung zufolge kämpften jedoch hauptsächlich Reiterheere gegeneinander. Auf Grund des Archilochos-Zitates ist davon auszugehen, dass der Krieg noch zu Lebzeiten des Dichters († ca. 645 v. Chr.) im Gange war. Möglich und durchaus wahrscheinlich ist jedoch, dass der Konflikt in mehrere Phasen der kriegerischen Auseinandersetzung und des Waffenstillstands unterteilt war, wie etwa der Peloponnesische Krieg oder die Messenischen Kriege.
Durch archäologische Untersuchungen ließ sich feststellen, dass etwa 710–705 v. Chr. in Eretria die ersten Bestattungen von Kriegshelden auf dem Gelände des späteren Heroons erfolgten. Die letzte dieser Beisetzungen fand um 690 v. Chr. statt. In Chalkis, das kaum archäologisch untersucht ist, lassen sich zumindest anhand der schriftlichen Quellen ähnliche Leichenfeiern von Kriegshelden, namentlich des Amphidamas, nachweisen. Um 680 v. Chr. wurde in Eretria schließlich ein dreieckiges Gebäude über den Kriegergräbern errichtet, in welchem die Eretrier den gefallenen Kriegshelden Opfer darbrachten. Dies mag in Zusammenhang mit einem erneuten Aufflammen des Konflikts stehen, für das die Eretrier Hilfe von den toten Heroen erhalten wollten.
Die Ausweitung des Konflikts auf andere Regionen und die Zahl der Verbündeten sind umstritten. Direkt bezeugt sind neben Chalkis und Eretria nur drei weitere Kriegsteilnehmer: Milet auf Seiten Eretrias, sowie Samos und Thessalien auf Seiten Chalkis'. Daneben lassen sich aber auch durch die aus der Archaik bekannten Feindschaften und Bündnisse verschiedene Poleis der einen oder der anderen Kriegspartei zuordnen, sodass einige Forscher bis zu 40 Kriegsteilnehmer annehmen. Dies würde jedoch weitreichende politische Bündnissysteme voraussetzen, die die Mehrheit der Forschung im 8. Jahrhundert v. Chr. nicht für gegeben hält. Daher nehmen die meisten Historiker (neben den direkt genannten) nur Aigina, Korinth und Megara, teilweise auch noch Chios und Erythrai an.
Die Insel Aigina war vor allem im Ägyptenhandel tätig, wo Samos ihr stärkster Konkurrent war. Samos war Verbündeter Chalkis', weswegen Aigina zu den Verbündeten Eretrias gezählt wird. Korinth und Megara standen praktisch die gesamte Archaik hindurch in Feindschaft wegen der korinthischen Eroberung der Halbinsel Perachora, die ursprünglich zu Megara gehörte. Das Agieren von Chalkis und Korinth in der griechischen Westkolonisation könnte auf ein älteres Bündnis oder zumindest eine Freundschaft zwischen den beiden Poleis hinweisen. Die chalkidische Kolonie Leontinoi vertrieb ca. 730 v. Chr. megarische Siedler, die zunächst dort Aufnahme gefunden hatten,; kurz zuvor hatten Korinther eretrische Siedler aus Kerkyra vertrieben. Analog dazu wird eine Freundschaft zwischen Megara und Eretria angenommen. Über Chios berichtet Herodot, dass es Milet im Ionischen Aufstand unterstützte, weil Milet den Chiern einst gegen Erythrai geholfen hätte. Über Milet lässt sich somit ein Bündnisverhältnis von Chios und Eretria sowie von Erythrai und Chalkis konstruieren.
In der aktuellen Forschung ist man überwiegend der Meinung, dass es im 8. Jahrhundert v. Chr. überhaupt keine derart weitreichenden Bündnisse gegeben haben könne. Vielmehr hätten die einzig bündnisähnlichen Strukturen auf persönlichen Beziehung unter Adligen beruht, so dass außer Eretria und Chalkis nur der thessalische Adlige Kleomachos von Pharsalos mit einem Aufgebot am Krieg teilgenommen hätte. Detlev Fehling glaubt, dass der gesamte Lelantische Krieg eine Erfindung späterer Jahrhunderte wäre, die das Produkt einer „Kette von Pseudo-Nachrichten“ sei. Diese Meinungen werden jedoch weitgehend abgelehnt.
Um 700 v. Chr. wurde die eretrische Mutterstadt Lefkandi endgültig zerstört, vermutlich durch Chalkis. Damit erlosch Eretrias Verbindung zur Lelantischen Ebene. Der eretrische Verbündete Milet verwüstete etwa zur gleichen Zeit Karystos im Süden Euböas. Milet stieg in dieser Phase zur Vormacht im Osten des Ägäischen Meeres auf. Der Krieg dauerte (möglicherweise durch "Ruhephasen" unterbrochen) bis zur Mitte des 7. Jahrhunderts v. Chr. an. Den Ausschlag zugunsten von Chalkis gab schließlich ein thessalisches Reiterheer unter Führung von Kleomachos von Pharsalos.

## Folgen
Nach dem langen Krieg war Euböa, die einstmals führende Region Griechenlands, zu einem rückständigen Gebiet geworden. Nicht nur Eretria, sondern auch der Sieger des Konfliktes, Chalkis, hatte seine einstige wirtschaftliche und politische Bedeutung verloren. Statt euböischer beherrschte nun korinthische Vasenmalerei den mediterranen Markt für Keramik. Die Vorreiterrolle in der griechischen Kolonisation übernahmen kleinasiatische Poleis wie Milet (Osten) und Phokaia (Westen). Chalkis blieb bis 506 v. Chr. im Besitz der Lelantischen Ebene, als die Athener eine Kleruchie in der Ebene ansiedelten.